# Eta Volantis
Eta Volantis (η Vol, η Volantis) é uma estrela na constelação de Volans. Tem uma magnitude aparente visual de 5,29, o que significa que é visível a olho nu em boas condições de visualização. De acordo com sua paralaxe, está localizada a 375 anos-luz (115 parsecs) da Terra.
Esta é uma estrela de classe A com um tipo espectral de A0.5 IV-V, indicando que possui características de uma estrela da sequência principal e de uma subgigante. Possui uma massa equivalente a 2,9 vezes a massa solar e está brilhando com 118 vezes a luminosidade solar. Sua atmosfera irradia essa energia a uma temperatura efetiva de cerca de 9 460 K, a qual lhe dá a coloração branca típica de estrelas de classe A. Não está ligada fisicamente a nenhuma outra estrela, apesar de ter duas companheiras ópticas de magnitude aparente 11,9 e 11,7 a uma separação angular de 30,8 e 42,4 segundos de arco respectivamente.